# Шевченко, Сергей Михайлович
Сергей Михайлович Шевченко (10 сентября 1909, Келермесская, Кубанская область — 1990, Гиагинская, Краснодарский край) — советский военачальник, лётчик морской авиации. Участник советско-финской войны и Великой Отечественной войны. Генерал-майор авиации (3.11.1951).

## Биография
Родился 10 сентября 1909 года в станице Келермесская (ныне — Гиагинского района Краснодарского края) в семье Шевченко Михаила Демидовича и Евдокии Васильевны. Старший сын семьи из 6 детей. Учился на тракториста и до 1929 года работал в коммуне. Работал слесарем-монтажником в автотракторной ремонтной мастерской в ст. Дондуковской; в 1930 году стал бригадиром в Гиагинской МТС. Вступил в ряды КПСС.

### Служба в РККА и РККФ
Служба в армии с 6 ноября 1931 года, направлен в полковую кавалерийскую школу,
С августа 1932 года — курсы пилотов в Высшее мореходное авиационное училище имени И. В. Сталина в г. Ейск. После окончания с отличием обучения остался работать в училище на должности инструктора-лётчика, затем командира звена.
В 1938 году назначен комиссаром авиационного батальона.
Начавшаяся в 1939 году Советско-финская война помогла ему проявить свои бойцовские качества — волю к победе, умение принимать ответственные решения перед лицом опасности. 34 боевых вылета совершил он на самолетах И-16, СМ-62, нанес ощутимый урон вражеской флотилии, за что Указом Президиума Верховного Совета СССР награжден орденом Красного Знамени (1940).
В апреле 1940 года назначен заместителем начальника училища по лётной подготовке в родном училище.

### В годы войны
С началом войны готовил молодых лётчиков в ВМАУ имени Сталина. Ейское военно-морское авиационное училище в сентябре 1941 года эвакуировалось в Моздок. Летом 1942 года в связи с изменением обстановки на фронте началось перебазирование училища в село Борское Куйбышевской области, которое было успешно завершено 15 ноября 1942 года. Из наградного листа на заместителя начальника ВМАУ имени Сталина майора Шевченко С. М.:

…В период перебазирования училище в Борское проделал большую организационную работу по перегонке 187 самолетов. За короткий период были найдены и подготовлены 5 аэродромов, через которые пропущены все 187 самолётов. Перегонку самолетов, благодаря четко разработанному плану, осуществил без единого происшествия. За время войны училище подготовило 1450 лётчиков, из них 500 на новой матчасти. Имеет общий налет за период лётной работы 2633 часов 29 минут — 11953 посадки. Достоин правительственной награды — ордена «Красное Знамя»
Начальник ВМАУ имени Сталина Генерал-майор авиации Рожков
— Наградной лист
В 1942 году подал рапорт с просьбой послать его на фронт. С группой молодых, им подготовленных лётчиков, направлен в Заполярье.
В 1943 году назначен помощником командира ВВС Северного Флота по лётной подготовке. С марта 1945 по май 1945 был помощником командира 5-й минно-торпедной авиационная дивизии ВВС ВМФ Северного флота.

### После войны
В период 1947—1948 годов ВрИД командира 5-й минно-торпедной авиационная дивизии ВВС ВМФ Северного флота.
В 1951 году он получил звание генерал-майора авиации.
Получил травму в 1953 году приказом министра обороны СССР назначен старшим инспектором инспекции авиации ВМС Главной инспекции министерства обороны СССР (Москва). За безупречную работу награжден орденом Красного Знамени.
С 1953 по 1955 год С. М. Шевченко — слушатель военной академии, по окончании ее служил в авиации Балтийского флота.
В 1955 году назначен помощником командующего ВВС Балтийского флота по строевой подготовке (Балтийск).

### После службы
После двух инфарктов в 1957 году был уволен в запас. Продолжал работать в ЦК ДОСААФ. Работал инструктором по воспитательной работе автомотоклуба в ЦК ДОСААФ, неоднократно руководил и был участником автопробегов Москва — Ростов — Тбилиси — Ереван — Батуми — Москва (1959), Москва — София — Москва (1969), Москва — Севастополь — Москва.
После смерти жены в 1984 году переехал в станицу Гиагинскую, где у него остались две сестры.
26 сентября 1990 года после третьего инфаркта его не стало.
Похоронен на кладбище ст. Гиагинская.

### Семья
- Отец Михаил Демидович Шевченко родился в 1888 году в семье рабочего Воронежской губернии. Когда происходило укрепление южных границ России от набегов турок и горцев, переселился с родителями на Кубань. Работал по найму у помещиков, служил в царской армии, был участником войны с турками. После революции два года служил в Красной Армии. в 1908 году женился.
- Мать Евдокия Васильевна
- Жена умерла в 1984 году.
- Братья Пётр и Николай погибли в Великой Отечественной войне. Николай пошел по стопам старшего брата и отучился на лётчика в том же училище, был сбит в небе над Петергофом.
- Брат Иван умер от воспаления лёгких в 1933 году.
- Две сестры проживали в станице Гиагинская.

## Награды
- Орден Ленина (1956);
- 2 ордена Красного Знамени (1940, 1951)
- Орден Нахимова II степени (1945[2])
- 2 ордена Отечественной войны I степени (1945[3], 1985[4])
- 2 ордена Красной Звезды (1943[5], 1946)
- Медаль «За оборону Советского Заполярья»
- Медаль За боевые заслуги>[6]
- Медаль «В ознаменование 100-летия со дня рождения Владимира Ильича Ленина» (6 апреля 1970[7])
- Медаль «За победу над Германией в Великой Отечественной войне 1941—1945 гг.» (9 мая 1945[8])
- Юбилейная медаль «Двадцать лет Победы в Великой Отечественной войне 1941—1945 гг.» (7 мая 1965[9])
- Юбилейная медаль «Тридцать лет Победы в Великой Отечественной войне 1941—1945 гг.»[10]
- Медаль «Сорок лет Победы в Великой Отечественной войне 1941-1945 гг.»[11]
- Медаль «Ветеран Вооружённых Сил СССР»
- Медаль «30 лет Советской Армии и Флота».[12]
- Юбилейная медаль «40 лет Вооружённых Сил СССР»[13]
- Юбилейная медаль «50 лет Вооружённых Сил СССР» (26 декабря 1967[14])
- Юбилейная медаль «60 лет Вооружённых Сил СССР» (28 января 1978[15])
- Юбилейная медаль «70 лет Вооружённых Сил СССР» (28 января 1988[16])
- Знак «Гвардия»
- Знак МО СССР «25 лет Победы в Великой Отечественной войне»

## Память
- Его имя увековечено в Главном Храме Вооружённых сил России, и навсегда запечатлено на мемориале «Дорога Памяти»[17].
- На могиле установлен надгробный памятник.
- Каждый год во время торжественной линейки в СОШ № 1 станицы Келермесской в праздник Победы звучит и его имя.
- Китель и фуражка генерала хранятся в районном музее.